# Skoki narciarskie na Litwie
Skoki narciarskie na Litwie nie cieszą się obecnie popularnością. Największy okres zainteresowania tą dyscypliną na terenach Litwy miał miejsce w latach 50., 60. i 70. XX wieku, za czasów Litewskiej SRR. 
Niewątpliwie jednym z najlepszych skoczków w historii Litwy był Polak z pochodzenia Zbigniew Kiwert, który w latach 1958–1970 podczas zawodów o mistrzostwo Litwy zdobył 4 złote, 5 srebrnych i 1 brązowy medal (zarówno w skokach, jak i w kombinacji norweskiej). Na podium tych konkursów stawał też młodszy o osiem lat brat Zbigniewa – Kazimierz. Wśród najlepszych skoczków Litwy znajdowali się głównie mieszkający tam od pokoleń Polacy – oprócz Kiwertów skakali także bracia Jerzy i Tadeusz Zarembowie oraz Oskar Hajdamowicz. Rodowici Litwini także skakali na tych zawodach, jednak nie z takimi sukcesami, co choćby bracia Kiwertowie.

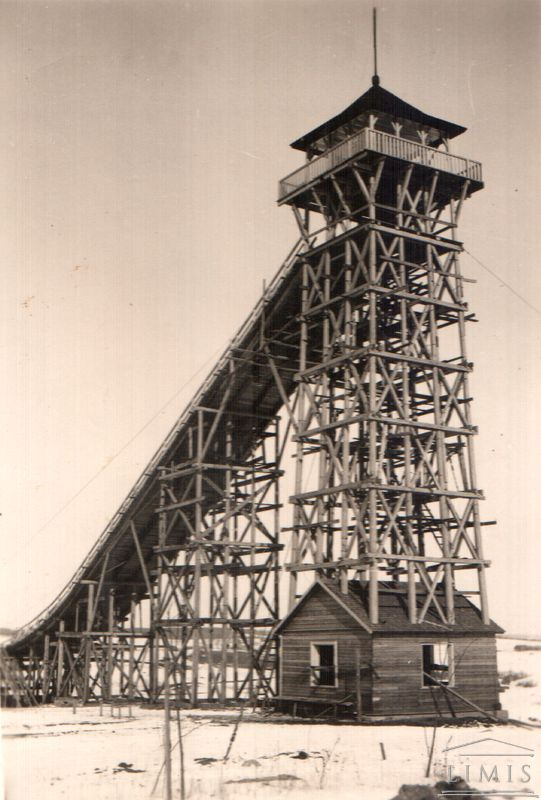
Skocznia narciarska w Jeziorosach funkcjonująca na przełomie lat 30. i 40. XX wieku

Na Litwie istniało kilka skoczni narciarskich. W stołecznym Wilnie funkcjonowały dwie. Pierwsza została wybudowana w 1924 roku na Górze Trzykrzyskiej, druga powstała po II wojnie światowej na Antokolu. Tę pierwszą na początku lat 60. przykryto igelitem, drugą miano natomiast przebudować i powiększyć. Ostatecznie skończyło się tylko na planach. Wkrótce obydwie skocznie zdemontowano, gdyż władze Litewskiej SRR uznały, że litewscy skoczkowie i kombinatorzy norwescy nie dorównują swoim rówieśnikom z innych republik radzieckich. Jednak dosyć szybko zainicjowano budowę kolejnej skoczni mieszczącej się w Ignalinie. Rozgrywano na niej kolejne mistrzostwa narodowe (poprzednie odbywały się w stołecznym Wilnie). Wiadomo, że odbywały się na niej mistrzostwa Litwy już w 1962 roku (zwycięzca – Zbigniew Kiwert). 
Henryk Mażul w „Tygodniku Wileńszczyzny” opisał kulisy i przebieg jednych z zawodów rozgrywanych w latach 60. w Ignalinie:

Entuzjazm wśród tych, co chcieli skakać, był wręcz nieopisany. Jechali do Ignaliny, jednego dnia w pocie czoła nosili śnieg na wierzchołek skoczni (nieraz było tego nawet ponad 500 worków), ubijali go, a dopiero potem skakali. Ten entuzjazm udzielał się też widzom. Gromadziło się ich po kilka tysięcy, żywo reagujących na wyczyn każdego śmiałka i kwitujących go brawami. W Ignalinie na uroczyste otwarcie skoczni, które zaszczycił sam ówczesny pierwszy sekretarz partii litewskich komunistów Antanas Sniečkus, ściągnęły tłumy tak liczne, że zaczęła pod nimi trzeszczeć służąca za widownię zlodowaciała tafla jeziora. 
Konkursy skoków gromadziły nawet po 40–50 uczestników, choć prawdziwych była połowa tego. Resztę stanowili farbowani studenci, gdyż uczelnie, aby nie dostać zer w międzyuczelnianej rywalizacji, wystawiały do zawodów na skoczni co odważniejszych, którzy mieli jednak ze skokami tyle, co piernik z wiatrakiem. Nierzadko ten i ów prosił o popchnięcie torami w dół, gdyż sam nie mógł na to się zdobyć. Co było dalej, nietrudno wyobrazić. Niektórzy padali jeszcze przed progiem, niektórzy fikali kozła w powietrzu i tylko nieliczni ustawali na nogach.

Rekord tej skoczni należy do Zbigniewa Kiwerta (56 metrów). Ponadto 40-metrową skocznię narciarską wybudowano w 1937 roku w miejscowości Jeziorosy (lit. Zarasai).
Kazimierz Kiwert, jeden ze skaczących niegdyś Polaków na terenach Litwy, wspominał po latach:

Wtedy żaden ze skoczków nie morzył się przecież głodem, by być tak jak dziś sucharem. Nikomu nie przyszłoby do głowy, że zmniejszając w sposób sztuczny własną wagę, można wydłużyć szybowanie. Nikt też w locie nie krzyżował nart na kształt litery „V”, tak dziś nagminnej. Obce nam były kombinezony ze specjalnych tworzyw zmniejszających opór powietrza, treningi w komorach aerodynamicznych, gdzie można do perfekcji wyćwiczyć sylwetkę w locie. Smarami służyły nam przeznaczone damom lakiery do paznokci, którymi pokryty spód desek szlifowało się następnie cierpliwie kawałkiem wełny. Słowem, amatorszczyzna. Dopiero kiedy w roku 1969 nabyłem kamerę, z której pomocą filmowałem treningi i zawody, mogliśmy na własne oczy ujrzeć na filmie popełniane podczas skoków błędy, by je następnie eliminować. To już było coś!

W historii niepodległej Litwy żaden reprezentant nie brał do tej pory udziału w imprezach międzynarodowych. W 2004 roku oddano do użytku nową skocznię w Ignalinie o punkcie konstrukcyjnym K-40 (o nazwie Trasa), którą jednak wyburzono w roku 2010. W 2023 roku postanowiono reaktywować skoki narciarskie na Litwie. Po raz pierwszy litewscy zawodnicy zostali zarejestrowani w bazie FIS – skoczek urodzony w 1987 roku oraz po dwie skoczkinie z roczników 1995 i 2005. Wszyscy uprawiali dotychczas inne dyscypliny narciarskie. Powstały plany odbudowy skoczni w Ignalinie oraz budowy skoczni w Druskienikach, rozpoczęto także promocję skoków za sprawą skoczni mobilnej. 